# Anabasis macroptera
Anabasis macroptera är en amarantväxtart som beskrevs av Horace Bénédict Alfred Moquin-Tandon. Anabasis macroptera ingår i släktet Anabasis och familjen amarantväxter. Inga underarter finns listade i Catalogue of Life.